# کالبدشناسی پرندگان

کالبدشناسی بیرونی (پیکرنگاری) یک پرنده نمادین

کالبدشناسی پرندگان (به انگلیسی: Bird anatomy, Avian anatomy)، یا ساختار فیزیولوژی بدن پرندگان، سازگاری‌های ویژهٔ زیادی را نشان می‌دهد که بیشتر به پرواز کمک می‌کند. پرندگان دارای سیستم استخوان‌بندی سبک و ماهیچه‌های سبک اما نیرومندی هستند که به همراه سیستم گردش خون و تنفسی که توانایی متابولیسم بسیار بالا و تأمین اکسیژن را دارد، به پرنده اجازه پرواز می‌دهد. یک نوک رشدیافته سبب فرگشت سیستم گوارشی سازگارشده خاص شده است.

## دستگاه استخوان‌بندی
1. skull
2. cervical vertebrae
3. furcula
4. coracoid
5. uncinate processes of ribs
6. keel
7. patella
8. tarsometatarsus
9. digits
10. tibia (tibiotarsus)
11. fibula (tibiotarsus)
12. femur
13. ischium (innominate)
14. pubis (innominate)
15. illium (innominate)
16. caudal vertebrae
17. pygostyle
18. synsacrum
19. scapula
20. dorsal vertebrae
21. humerus
22. ulna
23. radius
24. carpus (carpometacarpus)
25. metacarpus (carpometacarpus)
26. digits
27. alula

یک اسکلت ساده‌شدهٔ کبوتر*کلیدها:

پرندگان استخوان‌های زیادی دارند که توخالی (هوادار) با پایه‌های متقاطع یا خرپایی برای استحکام ساختاری دارند. تعداد استخوان‌های توخالی در میان گونه‌ها متفاوت است، اگرچه پرندگان بزرگ سرخورنده و اوج‌گیرنده بیشترین تعداد را دارند. کیسه‌های هوایی تنفسی اغلب حفره‌های هوا را در استخوان‌های نیمه‌توخالی استخوان‌بندی پرنده تشکیل می‌دهند. استخوان‌های پرندگان شیرجه‌زن اغلب کمتر از گونه‌های غیرشیرجه‌زن است. پنگوئن‌ها، غواص‌ها، و طوطی دریایی به‌طور کامل بدون استخوان‌های هوادار هستند. پرندگان بی‌پرواز، مانند شترمرغ و شترمرغ استرالیایی، استخوان ران هوادارشده و دربارهٔ شترمرغ استرالیایی، مهره‌های گردنی هوادارشده دارند.

### استخوان‌بندی محوری
استخوان‌بندی پرنده برای پرواز بسیار سازگار است. بسیار سبک‌وزن است اما به اندازه کافی قوی است که در برابر فشارهای ناشی از برخاستن، پرواز و فرود مقاومت کند. یکی از سازگاری‌های کلیدی ادغام استخوان‌ها به استخوان‌سازی منفرد مانند دمچه است. به همین دلیل، پرندگان معمولاً تعداد استخوان‌های کمتری نسبت به دیگر مهره‌داران زمینی دارند. پرندگان همچنین بدون دندان یا حتی فک واقعی هستند و در عوض نوکی دارند که بسیار سبک‌تر است. نوک بسیاری از جوجه پرندگان دارای برآمدگی به نام دندان تخم‌شکن است که بیرون آمدن آن‌ها از تخم آب‌پرده‌داران را فراهم می‌کند که پس از بیرون آمدن از تخم می‌افتد.

#### ستون مهره‌ها
ستون مهره‌ها به پنج بخش از مهره‌ها تقسیم می‌شود:

##### دمچه

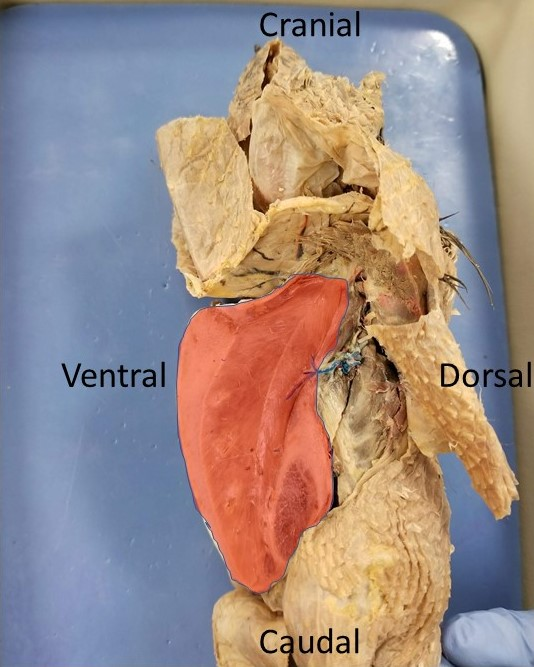
با رنگ قرمز، جناغ سینه‌ای دست‌نخورده یک کبوتر بازشده دیده می‌شود. در پرندگان پروازکننده، جناغ سینه برای افزایش چسبندگی ماهیچه‌ای بزرگ شده است.

#### جمجمه

کالبدشناسی نمادین جمجمه پرنده. Pmx= پریماگزیلا، M= فک بالا، D= دندانی، V= vomer، پال= پالاتین، Pt= باله‌ای، Lc= اشکی

جمجمه از پنج استخوان اصلی تشکیل شده است: پیشانی (بالای سر)، پس‌سری (پشت سر)، پیش‌فکی و بینی (منقار بالا)، و فک پایین (منقار پایین). جمجمه یک پرنده معمولی معمولاً حدود ۱٪ وزن کل بدن پرنده وزن دارد. چشم مقدار قابل توجهی از جمجمه را اشغال می‌کند و توسط یک حلقه چشمی استخوانی، حلقه‌ای از استخوان‌های ریز احاطه شده است. این ویژگی در پسرعموهای خزنده آنها نیز دیده می‌شود.
پرندگان دارای جمجمه دوکمانی هستند، مانند خزندگان، با حفره پیش‌اشکی (در برخی از خزندگان وجود دارد). جمجمه دارای یک کندیل پس‌سری منفرد است.

### استخوان‌بندی پیوستی
شانه از کتف (تیغه شانه)، غرابی و بازو (بالا بازو) تشکیل شده است. استخوان بازو به زند زبرین و زند زیرین (ساعد) می‌پیوندد و آرنج را تشکیل می‍دهد. مچ دست و کف‌دست «مچ» و «دست» پرنده را تشکیل می‌دهند و انگشتان با هم ترکیب می‌شوند. استخوان‌های بال بسیار سبک هستند تا پرنده آسان‌تر پرواز کند.

#### پا

چهار نوع پای پرنده (نمودار پای راست)

#### دگرگونی اندام پسین

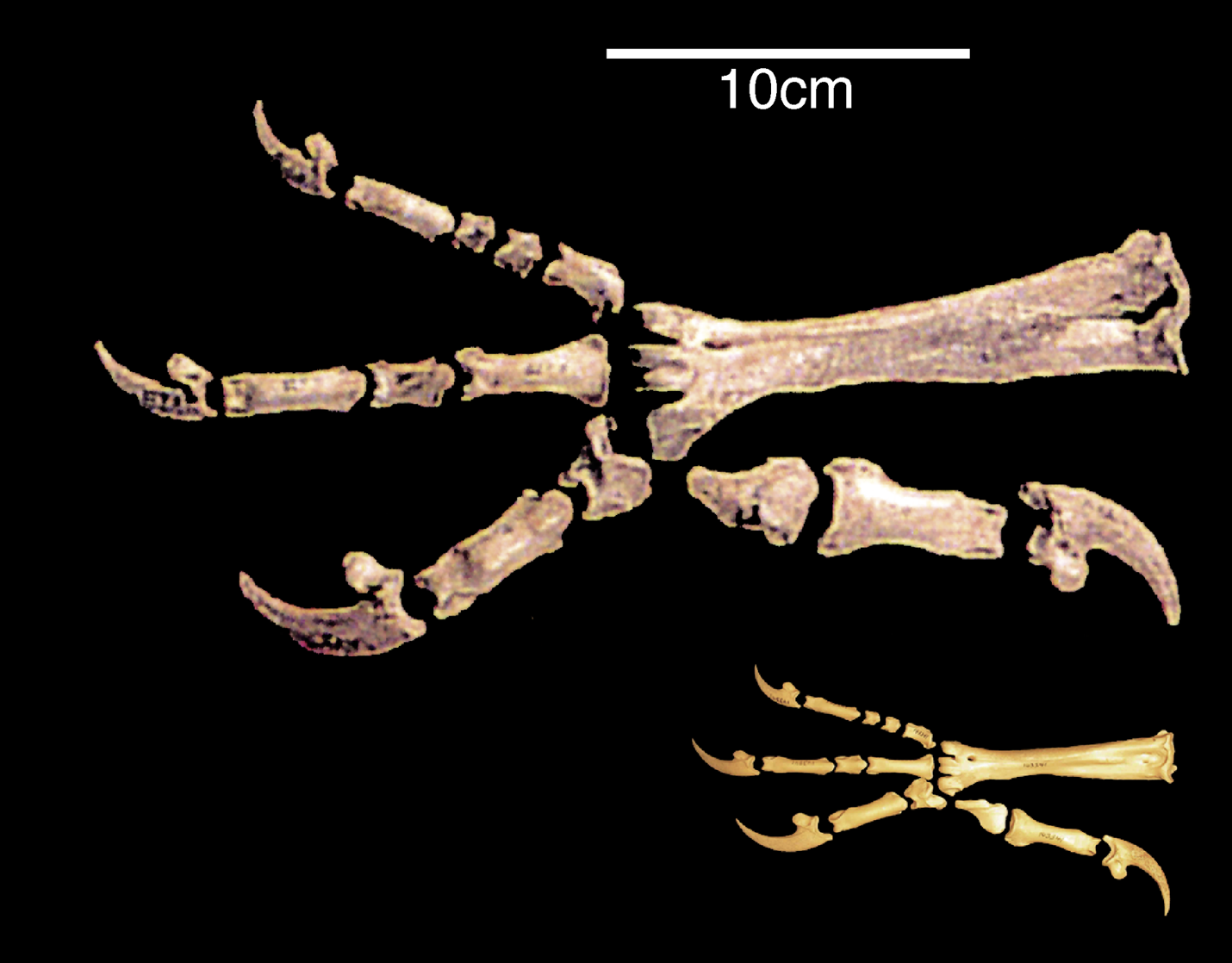
ریخت‌شناسی مقایسه‌ای استخوان پنجه عقاب منقرض‌شده هاست با نزدیکترین خویشاوند زنده آن یعنی عقاب کوچک

## دستگاه ماهیچه‌ای

فراغربی با استفاده از سیستم قرقره‌ای برای بلند کردن بال کار می‌کند، در حالی که سینه‌ها حرکت نیرومندی را به سوی پایین ایجاد می‌کنند.

بیشتر پرندگان تقریباً ۱۷۵ ماهیچه مختلف دارند که عمدتاً بال‌ها، پوست و پاها را کنترل می‌کنند. به‌طور کلی، توده ماهیچه‌ای پرندگان به صورت شکمی متمرکز است. بزرگ‌ترین ماهیچه‌های پرنده سینه‌ها یا سینه‌ای بزرگ هستند که بال‌ها را کنترل می‌کنند و حدود ۱۵ تا ۲۵ درصد وزن بدن پرنده پروازی را دربر می‌گیرند. آنها ضربه نیرومند بال را برای پرواز فراهم می‌کنند. ماهیچه عمیق به (زیر) سینه‌ها، فراغرابی (سوپراکوراکوئید) یا سینه‌ای کوچک است. بال را بین ضربه‌های بال بالا می‌برد. هر دو گروه ماهیچه‌ای به تیغه جناغ متصل می‌شوند. این قابل توجه است، زیرا دیگر مهره‌داران دارای ماهیچه‌هایی برای بالا بردن اندام‌های بالایی هستند که عموماً به بخش‌هایی در پشت ستون مهره‌ها متصل هستند. فراغرابی (supracoracoides) و سینه‌ای باهم حدود ۲۵ تا ۴۰ درصد از وزن کامل پرنده را دربر می‌گیرند. دم به سوی سینه‌ها و فراغرابی‌های مورب درونی و بیرونی هستند که شکم را فشرده می‌کنند. افزون بر این، ماهیچه‌های شکمی دیگری نیز وجود دارند که قفسه سینه را منبسط و منقبض می‌کنند و قفسه سینه را نگه می‌دارند. ماهیچه‌های بال، همان‌طور که در نگاره‌های نمایش داده شده، دیده می‌شود، عمدتاً در باز کردن یا خم کردن آرنج، حرکت دادن بال به‌طور کلی یا در امتداد یا خم کردن انگشتان خاص عمل می‌کنند. این ماهیچه‌ها برای تنظیم بال‌ها برای پرواز و همه اعمال دیگر کار می‌کنند. ترکیب ماهیچه‌ای بین گونه‌ها و حتی در خانواده‌های گوناگون است.

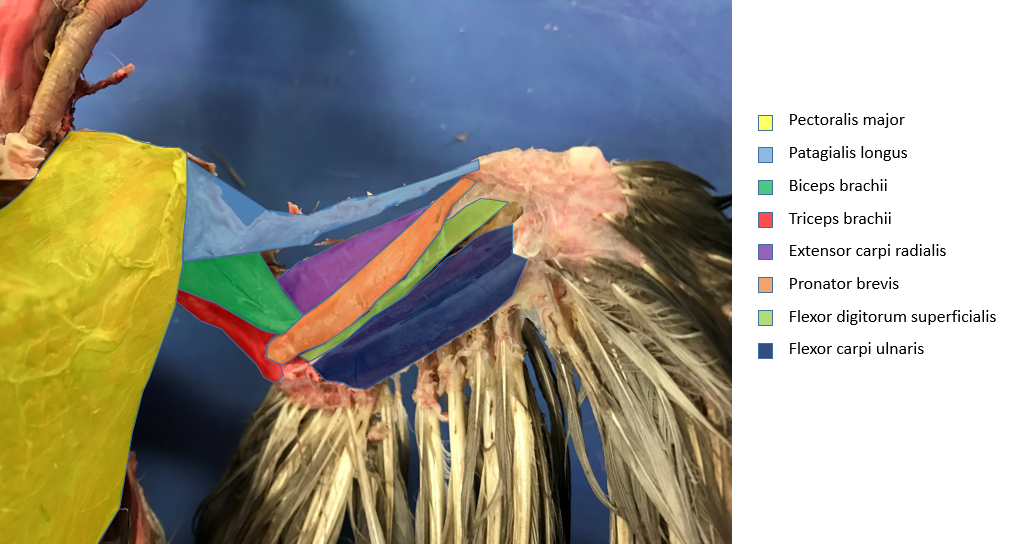
ماهیچه‌های شکمی بال کبوتر برچسب‌گذاری شده است

پرندگان گردن منحصر به فردی دارند که با ماهیچه‌های پیچیده کشیده شده است، زیرا باید به سر اجازه دهد تا کارکردهایی را انجام دهد که دیگر جانوران ممکن است از اندام سینه‌ای استفاده کنند.

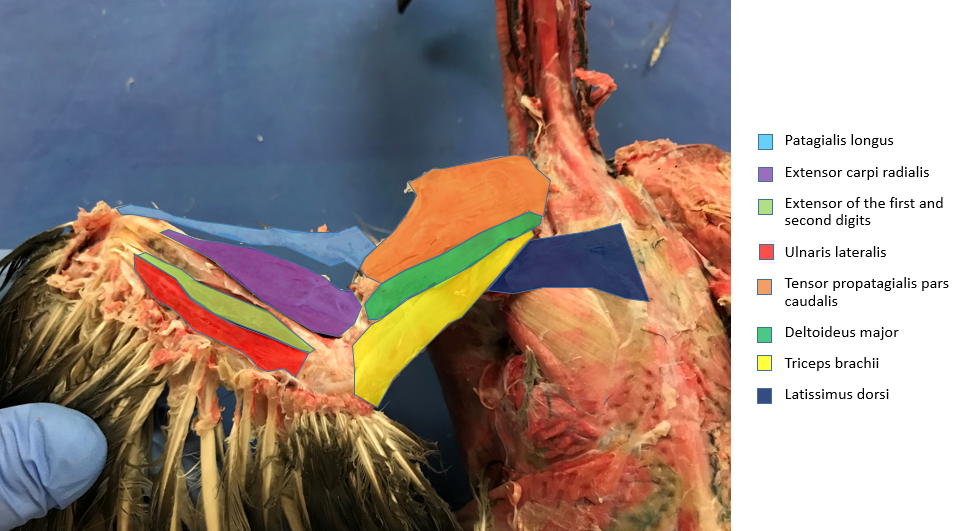
ماهیچه‌های پشتی بال کبوتر برچسب‌گذاری شده است

ماهیچه‌های پوستی با تنظیم پرهایی که به ماهیچه پوست چسبیده‌اند و به پرنده در مانورهای پروازی و همچنین کمک به آیین جفت‌گیری کمک می‌کنند، در پرواز به پرنده کمک می‌کنند.
ترکیب و سازگاری ماهیچه بر اساس نظریه‌های سازگاری ماهیچه‌ای در اینکه آیا فرگشت پرواز ابتدا از تکان خوردن یا سر خوردن به وجود آمده است، متفاوت است.

## دستگاه پوستی (Intergumentary)

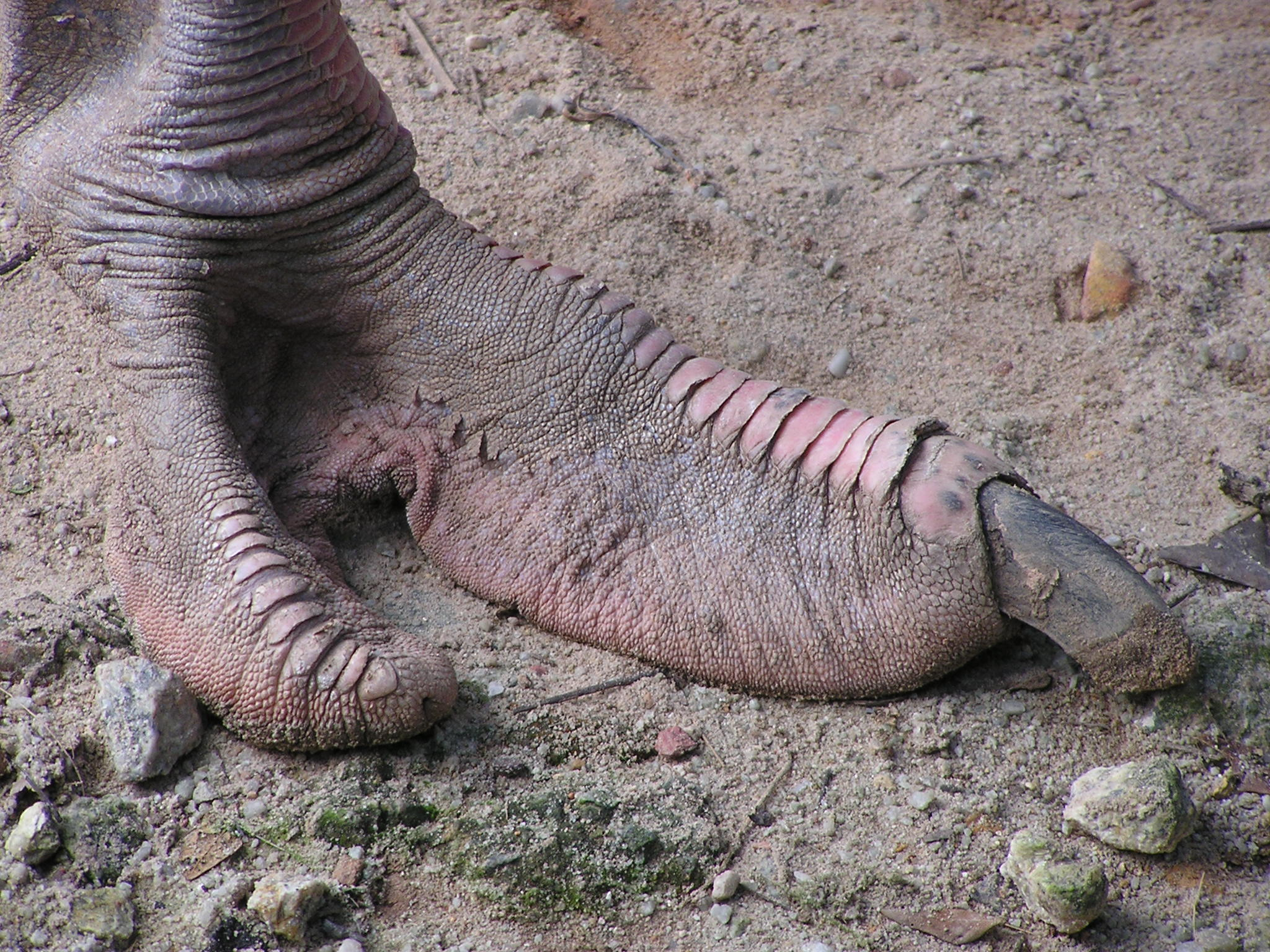
پوشش پای شترمرغ (podotheca)

### پولک‌ها
پولک‌های پرندگان مانند نوک، پنجه و سیخک از کراتین ساخته شده است. آنها عمدتاً روی انگشتان پا و قلم پا (پایین ساق پرندگان)، معمولاً تا مفصل تیبیوتارس یافت می‌شوند، اما ممکن است در برخی از پرندگان بالاتر از پاها نیز دیده شوند. در بسیاری از عقاب‌ها و جغدها، پاها تا انگشتان پا (اما نه همه آنها) است. بیشتر پولک‌های پرندگان به‌طور چشمگیری باهم همپوشانی ندارند، مگر در موارد شاه‌ماهی و دارکوب. در اصل تصور می‌شد که پولک‌ها و پوسته‌های پرندگان هم‌ساخت خزندگان است. با این حال، پژوهش‌ها جدیدتر نشان می‌دهد که فلس‌ها در پرندگان پس از تکامل پرها دوباره تکامل یافته‌اند.
رشد جنین پرنده با پوست نرم آغاز می‌شود. در پاها، لایه شاخی یا بیرونی‌ترین لایه این پوست ممکن است کراتینه شده، کلفت شده و پولک‌ها را تشکیل دهد. این پولک‌ها را می‌توان به صورت زیر سازماندهی کرد.
- ریزپولک Cancella – پولک‌های ریز که در واقع تنها برای کلفت شدن و سفت شدن پوست هستند که با شیارهای کم‌عمق متقاطع شده‌اند.
- درشت‌پولک Scutella - پولک‌هایی که به اندازه پولک‌ها بزرگ نیستند، مانند پولک‌هایی که در بخش دمی یا پشتی قلم پا در مرغ یافت می‌شوند.
- پوسته - بزرگ‌ترین پولک‌ها، معمولاً در سطح جلویی قلم پا و سطح پشتی انگشتان پا.

ردیف‌های یوسته در بخش جلویی قلم پا (متاتارسوس) را می‌توان «آکرومتاتاریوم» یا «اکروتارسیوم» نامید.

### نوک‌پوش (Rhamphotheca) و پاپوش (podotheca)
نوک در بسیاری از پرندگان کنارآبزی دارای سلول‌های هربست هستند که به آنها کمک می‌کند تا طعمه‌های پنهان‌شده در زیر شن‌های نمناک را با تشخیص اختلاف فشار کوچک در آب پیدا کنند. همه پرندگان موجود می‌توانند بخش‌های فک بالایی را نسبت به کاسه مغز حرکت دهند. با این حال، این کار در برخی از پرندگان برجسته‌تر است و به راحتی در طوطی‌ها امکان‌پذیر است.
ناحیه بین چشم تا منقار در کنار سر پرنده را چشم تا نوک می‌گویند. این منطقه گاهی بدون پر است و پوست ممکن است مانند بسیاری از گونه‌های خانواده باکلان رنگی باشد.
پوشش پولکی در پای پرندگان، پاپوش podotheca نامیده می‌شود.

### نوک
نوک یا منقار یا نوک کالبدشناختی، یک ساختار کالبدشناختی بیرونی پرندگان است که برای غذا خوردن و پرآرایی، دستکاری اشیاء، کشتن طعمه، جنگیدن، جستجوی غذا، جفت‌گزینی و غذا دادن به بچه‌ها استفاده می‌شود. اگرچه نوک‌ها از نظر اندازه، شکل و رنگ بسیار گوناگون هستند، اما ساختار بنیادین مشابهی دارند. دو برآمدگی استخوانی - فک پایین و بالا - پوشیده شده با یک لایه نازک کراتینه از روپوست به نام روکش نوک است. در بیشتر گونه‌ها، دو سوراخ معروف به سوراخ بینی به دستگاه تنفسی می‌رسد.

## دستگاه تنفسی

آرایش کیسه‌های هوایی و شش‌ها در پرندگان

چرخه دم و بازدم در پرندگان

به دلیل سوخت‌وساز بالای مورد نیاز برای پرواز، پرندگان نیاز به اکسیژن بالایی دارند. دستگاه تنفسی بسیار کارآمد به آنها کمک می‌کند تا این نیاز را برآورده کنند.
اگرچه پرندگان دارای شش هستند، اما آنها ساختارهای نسبتاً سفت و سختی دارند که مانند پستانداران، خزندگان و بسیاری از دوزیستان منبسط و منقبض نمی‌شوند. در عوض، ساختارهایی که به‌عنوان دم‌هایی عمل می‌کنند که ریه‌ها را تهویه می‌کنند، کیسه‌های هوا هستند که در بسیاری از بدن پرندگان پخش شده‌اند. کیسه‌های هوایی، هوا را به صورت یک‌سویه از طریق پارابرونشی شش‌های سفت حرکت می‌دهند. سازوکار اصلی جریان‌های یک‌سویه در شش‌هایهای پرنده برگشت‌ناپذیری جریان در عدد رینولدز بالا است که در اتصال‌های نامتقارن و اتصال حلقه‌شکل آنها آشکار می‌شود.

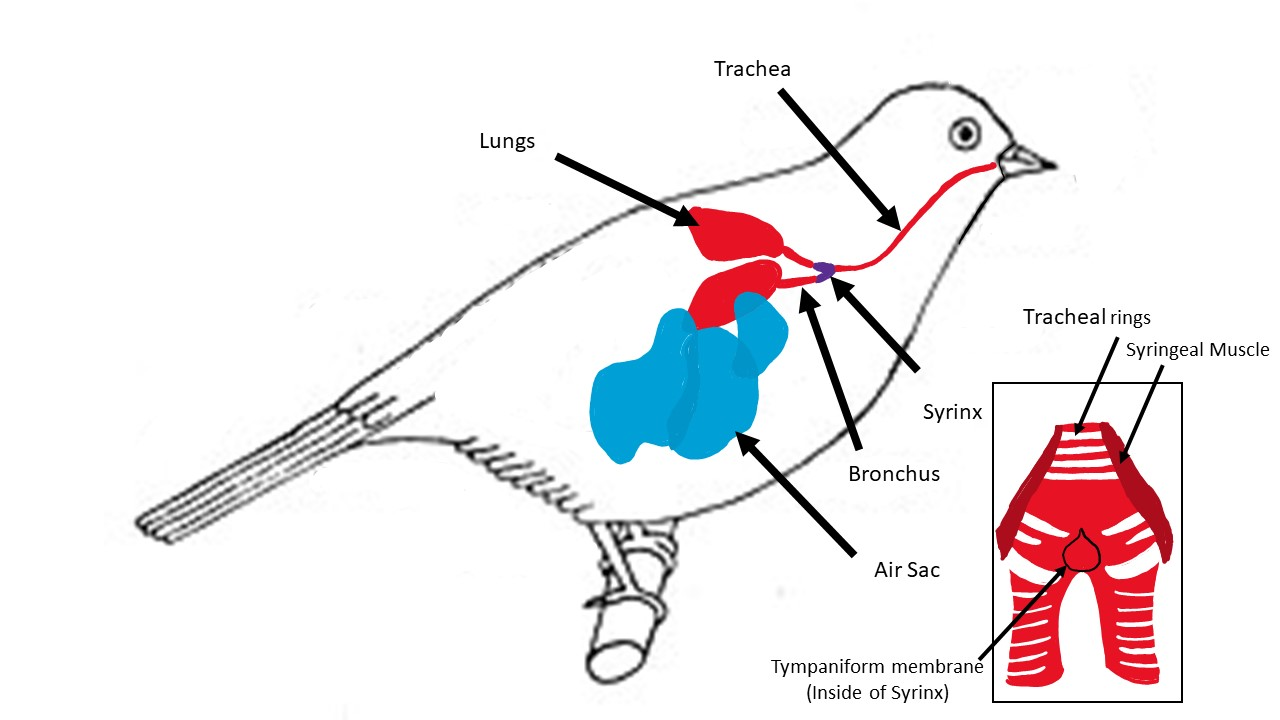
کالبدشناسی آوایی پرنده: پرندگان آواهای را از طریق هوایی که از سوتک می‌گذرد تولید می‌کنند که از نزدیک در پایین سمت راست نشان داده شده است.

## دستگاه گردش خون
پرندگان دارای قلب چهارحفره‌ای، مشترک با پستانداران، و برخی از خزندگان (عمدتا کروکودیل) هستند. این سازگاری سبب می‌شود تا مواد مغذی و اکسیژن در سراسر بدن جابجا شود و انرژی پرندگان را برای پرواز و حفظ سطح بالای فعالیت فراهم کند. قلب مرغ مگس گردن‌یاقوتی تا ۱۲۰۰ بار در دقیقه (حدود ۲۰ ضربه در ثانیه) می‌زند.

## دستگاه گوارش

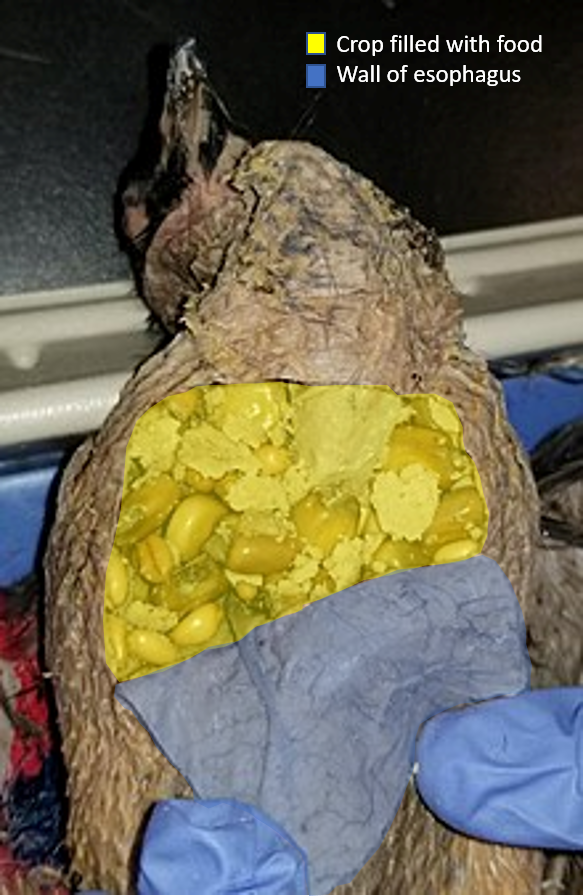
چینه‌دان کبوتر دارای ذرات غذای بلعیده‌شده با رنگ زرد مشخص شده است. چینه‌دان یک کیسه بیرونی مری است و دیواره مری به رنگ آبی نشان داده شده است.

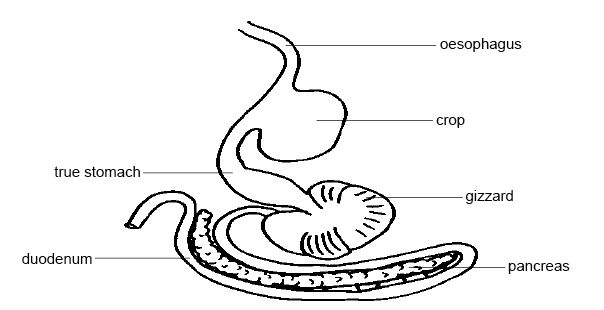
نگاره‌ای ساده از دستگاه گوارش پرندگان

### رفتار نوشیدن
سه روش کلی برای نوشیدن پرندگان وجود دارد: استفاده از نیروی جاذبه، مکیدن و استفاده از زبان. مایعات از غذا نیز به دست می‌آید.
بیشتر پرندگان نمی‌توانند با عمل «مکیدن» یا «پمپ کردن» یا حرکات لوله گوارش در مری خود (مانند انسان‌ها) قورت دهند و با بالا بردن پی‌درپی سر خود پس از پر کردن دهان خود، نوشیدنی را می‌نوشند تا مایع به وسیله گرانش جریان یابد، به عنوان «نوشیدن» یا «زبان زدن» توصیف می‌شود. استثنای قابل توجه در خانواده کبوترها و کبوترها (Columbidae) است.

## دستگاه‌های تولیدمثل و تناسلی

در اینجا نموداری از دستگاه تولیدمثل مرغ ماده دیده می‌شود. A.  Mature ovum, B.  Infundibulum, C.  Magnum, D.  Isthmus, E.  Uterus, F.  Vagina, G.  Cloaca, H.  Large intestine, I.  rudiment of right oviduct

بیشتر پرندگان نر آلت نری (فالوس) ندارند. در نرهای گونه‌های بدون فالوس، اسپرم در گلومرای منی در درون برآمدگی پارگین پیش از جفت‌گیری ذخیره می‌شود. در هنگام جفت‌گیری، ماده دم خود را به طرفین حرکت می‌دهد و جانور نر، جانور ماده را از پشت یا جلو سوار می‌شود (مانند مرغ عسل‌خوار زرده‌ای)، یا خیلی نزدیک به او حرکت می‌کند. سپس پارگین‌ها به‌هم برخورد کند تا اسپرم بتواند وارد دستگاه تناسلی ماده شود. این می‌تواند بسیار زود، و گاهی در کمتر از نیم ثانیه رخ دهد.

### کلیه
کارکرد کلیه پرندگان تقریباً به همان روشی است که کلیه پستانداران مورد مطالعه گسترده، اما با چند سازگاری مهم است. در حالی که بسیاری از کالبدشناسی در طراحی بدون تغییر برجای مانده است، برخی از تغییرهای مهم در طول فرگشت آنها رخ داده است.
ادرار جمع‌آوری شده توسط کلیه از طریق میزنای‌ها به پارگین و سپس با حرکات لوله گوارش وارونه به روده بزرگ تخلیه می‌شود.

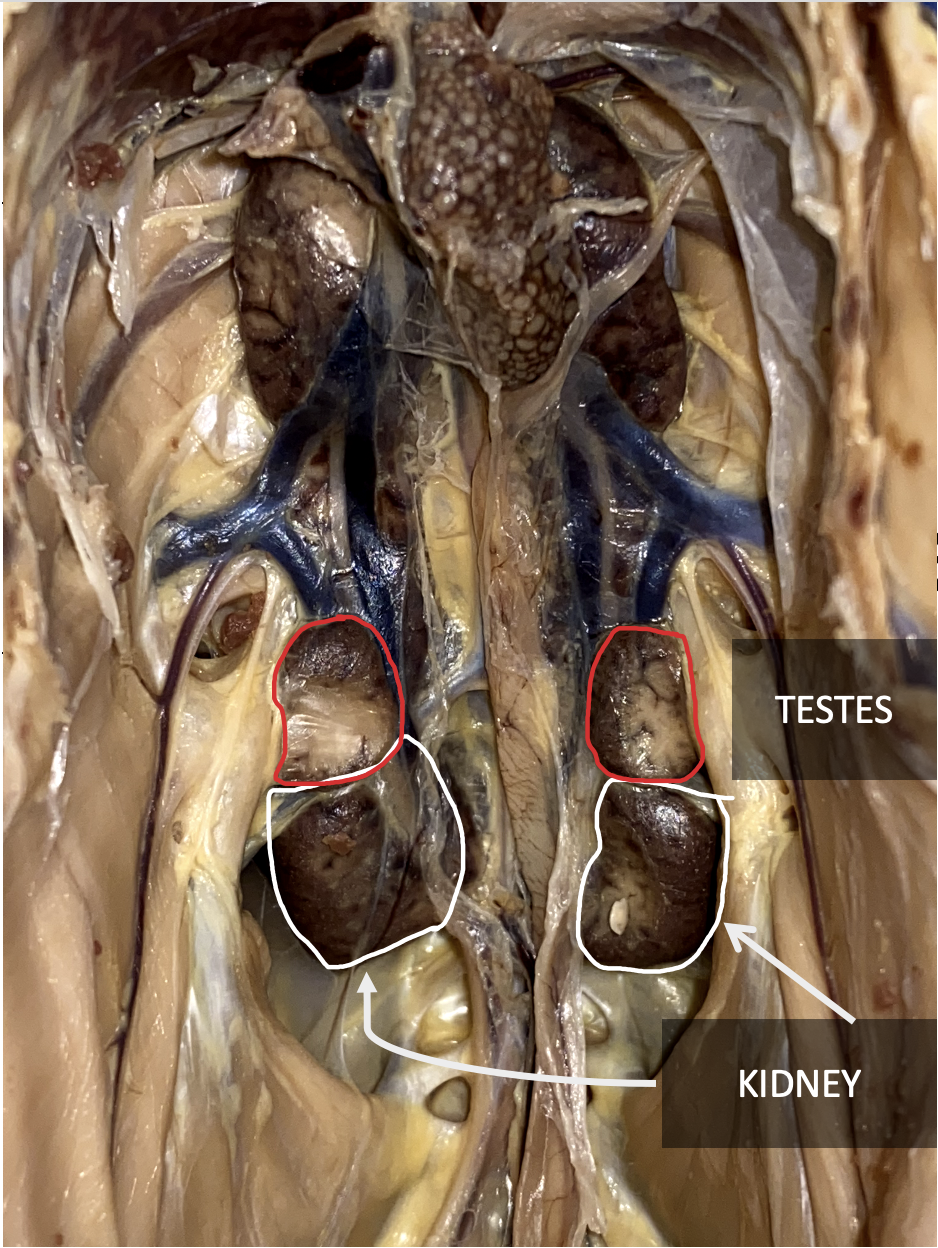
بالا سر مرغ و پایین پای مرغ است. کلیه‌های مرغ در پایین حفره شکمی، در امتداد ستون مهره‌های درونی مرغ دیده می‌شوند. بیضه‌ها همان‌طور که بالای کلیه‌ها قرار دارند، برچسب‌گذاری می‌شوند.

## دستگاه عصبی
پرندگان بینایی جدی دارند - پرندگان شکارگر هشت برابر واضح‌تر از انسان‌ها بینایی دارند - به لطف تراکم بالاتر گیرنده‌های نوری در شبکیه چشم (تا ۱۰۰۰۰۰۰ در هر میلی‌متر مربع در سارگپه‌ها در مقایسه با ۲۰۰۰۰۰ برای انسان)، تعداد بالای نورون‌ها. در اعصاب بینایی، مجموعه دومی از ماهیچه‌های چشمی که در جانوران دیگر یافت نمی‌شود، و در برخی موارد، یک حفره فرورفته که بخش میانی میدان بینایی را بزرگ می‌کند. بسیاری از گونه‌ها، از جمله مرغ مگس و آلباتروس، در هر چشم دو حفره دارند. بسیاری از پرندگان می‌توانند نور قطبیده را تشخیص دهند.
پرندگان نسبت توده مغز به بدن بزرگی دارند. این در هوش پیشرفته و پیچیده پرنده بازتاب داده شده است.

## دستگاه ایمنی (لنفاوی)
دستگاه ایمنی پرندگان شبیه مهره‌داران فک‌دار دیگر است. پرندگان دارای سیستم ایمنی ذاتی و تطبیقی هستند. پرندگان آمادگی دچار شدن به تومورها، نقص ایمنی و بیماری‌های خودایمنی را دارند.

### بورسای پارگین

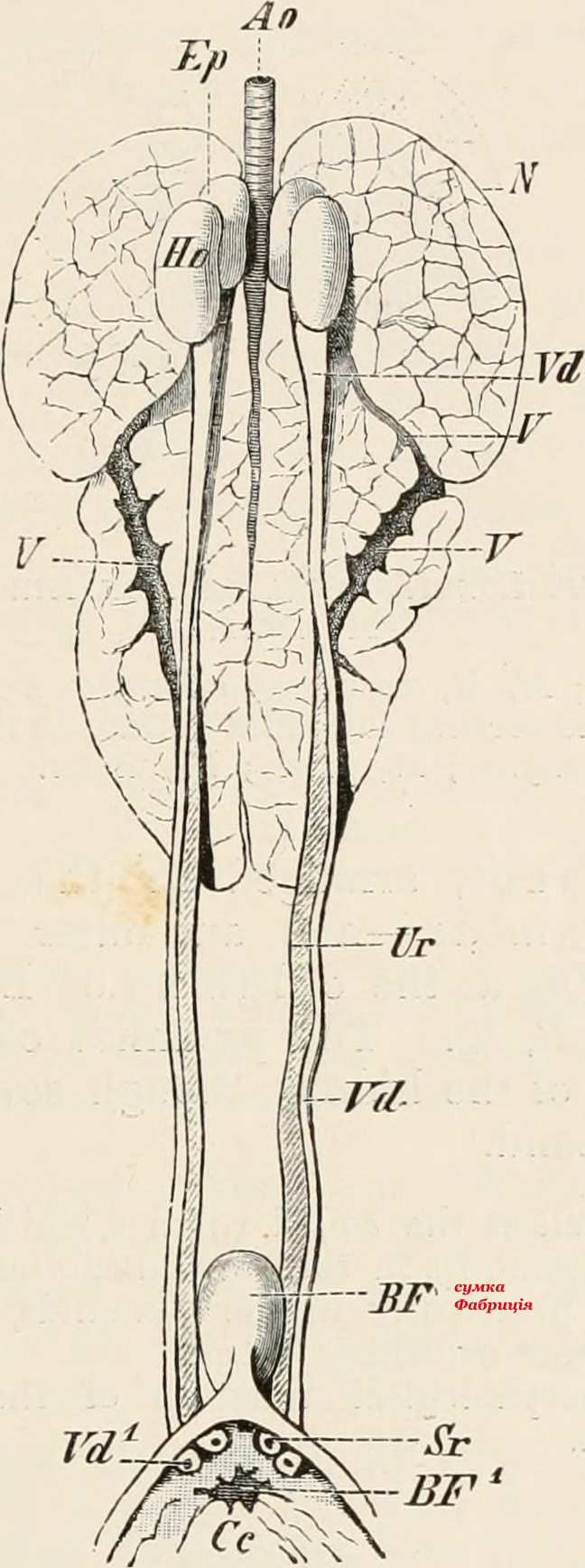
نمای درونی محل بورسای پارگین

#### کارکرد
بورسای پارگین، همچنین به عنوان بورسای فابریسیوس شناخته می‌شود، یک اندام لنفاوی است که در طول ایمنی هومورال به تولید لنفوسیت‌های بی کمک می‌کند. بورسای پارگین در مراحل جوانی وجود دارد اما پیچ‌خورده است و در گنجشک پس از بلوغ جنسی دیده نمی‌شود.

#### کالبدشناسی
بورسای پارگین یک کیسه گرد است که به سوی پشتی بالایی پارگین متصل است. بورسا از چین‌های زیادی به نام پلیکا تشکیل شده است که توسط بیش از ۱۰۰۰۰ فولیکول پوشانده شده‌اند که توسط بافت همبند و سپس توسط مزانشیم دربر گرفته شده است. هر فولیکول از یک قشر تشکیل شده است که یک مدولا را دربر گرفته است. قشر لنفوسیت‌های B بسیار فشرده را در خود جای می‌دهد، در حالی که مدولا لنفوسیت‌ها را در خود جای می‌دهد. مدولا توسط بافت پوششی از لومن جدا می‌شود و این به انتقال سلول‌های بافت پوششی به درون لومن بورسا کمک می‌کند. در پیرامون هر فولیکول ۱۵۰۰۰۰ لنفوسیت B وجود دارد.